# Delphi Lawrence
Delphi Lawrence (* 23. März 1932 als Delphi Cajetana Holzman in Hampsted, London, England; † 11. April 2002 in Northport, New York) war eine britische Schauspielerin.

## Leben
Lawrence absolvierte eine klassische Schauspielausbildung an der Royal Academy of Dramatic Art, die sie 1949 abschloss. Nach einigen Fernsehrollen zu Anfang der 1950er Jahre hatte sie zunächst kleine Spielfilmrollen. Einen ersten nennenswerten Auftritt absolvierte sie 1956 im Thriller Doublecross, in welchem Robert Shaw sein Filmdebüt feierte. 1959 spielte sie im Hammer-Horrorfilm Den Tod überlistet an der Seite von Christopher Lee. Zwei Jahre später agierte sie im Edgar-Wallace-Mysteries-Kriminalfilm The Fourth Square. 1964 trat sie in der deutsch-britischen Koproduktion Der Fall X701 neben Marianne Koch und Wolfgang Lukschy auf.
Mitte der 1960er Jahre zog sie in die Vereinigten Staaten, wo sie Gastauftritte in mehreren erfolgreichen Fernsehserien wie Rauchende Colts und Solo für O.N.C.E.L. absolvierte. Der Durchbruch in Hollywood gelang ihr nicht, es blieb bei einer Nebenrolle im B-Movie-Western Duell der Gringos. In den frühen 1970er Jahren wechselte sie ans Theater und spielte zunächst Off-Broadway. 1975 stand sie dann neben Ingrid Bergman auf der Broadwaybühne. Zuletzt war sie 1990 mit dem Musical Mame auf Tournee.

### Film
- 1959: Den Tod überlistet (The Man Who Could Cheat Death)
- 1961: The Fourth Square
- 1963: Einer kann gewinnen (On the Run)
- 1963: Die Totenliste (The List of Adrian Messenger)
- 1967: Duell der Gringos (The Last Challenge)
- 1973: Treffpunkt Central Park (Cops and Robbers)

### Fernsehen
- 1960: Geheimauftrag für John Drake (Danger Man)
- 1961: Mit Schirm, Charme und Melone (The Avengers)
- 1961: Sir Francis Drake
- 1962: Simon Templar (The Saint)
- 1965: Die Seaview – In geheimer Mission (Mission Seaview)
- 1967: FBI (The F.B.I.)
- 1967: Solo für O.N.C.E.L. (The Man from U.N.C.L.E.)
- 1967: Rauchende Colts (Gunsmoke)

## Broadway
- 1975: The Constant Wife